# 鼓吹堂
鼓吹堂是江西省婺源县江湾镇江湾景区内一处新建的传统民俗艺术的展示体验场所，用于表演徽剧、傩舞、十番锣鼓、乡间小戏、婚俗、茶道等体现当地特色的民间艺术。鼓吹堂每天上、下午都有婺源民俗表演，上下两层可同时容纳800人。